# Emmeline Ndongue
Emmeline Ruth Sophie Ndongue (* 25. April 1983 in Auxerre) ist eine ehemalige französische Basketballspielerin.

## Laufbahn
Ndongue spielte bis 1999 bei den Vereinen Luzy (1989/90), Imphy (1990 bis 1993), Fourchambault (1993/94) und Varennes-Vauzelles (1994 bis 1999). Ab 1999 stand die 1,92 Meter große Innenspielerin in Diensten des Erstligisten Bourges Basket. 2001 gewann sie mit Bourges den wichtigsten europäischen Vereinswettbewerb, Euroleague. Sie spielte bis 2006 und dann erneut von 2008 bis 2014 für Bourges. Von 2006 bis 2008 war Ndongue Spielerin von Pays d’Aix Basket 13. In der 2006er Sommersaison stand sie bei den Los Angeles Sparks in der US-Liga WNBA unter Vertrag.
Ndongue gewann fünf französische Meistertitel und errang viermal den Sieg im Pokalwettbewerb. Sie stand in 196 Länderspielen auf dem Spielfeld und erzielte dabei 1008 Punkte, ihre größten Erfolge mit der Auswahl waren der Gewinn der Europameisterschaft 2009 sowie die Silbermedaille bei den Olympischen Spielen 2012. Bei der EM war Ndongue mit 10,5 Punkten je Begegnung beste Korbschützin der Französinnen.
2014 beendete sie ihre Leistungssportlaufbahn. Sie wurde zunächst Bildungsbotschafterin der Olympischen Sommerspiele 2024 und dann im Organisationskomitee als Leiterin der Abteilung Bildung tätig.

### Erfolge
- Europameisterin 2009
- Silbermedaille bei den Olympischen Spielen 2012
- Silbermedaille bei der Europameisterschaft 2013
- Bronzemedaille bei der Europameisterschaft 2011
- Euroleague-Siegerin 2001
- Französische Meisterin 2008, 2009, 2011, 2012, 2013
- Französische Pokalsiegerin 2008, 2009, 2010, 2014
- Beste Spielerin der französischen Liga 2011